# San José Axuxco
San José Axuxco es una localidad perteneciente al municipio de San José Miahuatlán en el estado mexicano de Puebla. Su población proximada es de 4.000 habitantes. 
La base de su economía es el cultivo de la caña de azúcar que se comercializa en un ingenio cercano. También se cultiva melón, maíz, jitomate y huaje.     
En la localidad se encuentra un manantial de agua salada conocido como Petlanco (palabra Náhuatl que significa agua que sale de entre las rocas). También se encuentra el cerro Tepetroja que cuenta entre su fauna con animales como el jabalí, tejón, venado cola blanca, puma, guacamaya. 
Es una comunidad en donde la gente participa en las diferentes actividades convocadas por el ayuntamiento o las diferentes escuelas que ahí se encuentran.